# Кирилова, Гергана
Гергана Кирилова (болг. Гергана Кирилова; род. 18 июня 1972) — болгарская тяжелоатлетка, выступавшая в весовой категории до 63 килограммов. Бронзовый призёр чемпионата мира.

## Биография
Гергана Кирилова родилась 18 июня 1972 года.

## Карьера
На взрослом чемпионате мира 1999 года в Афинах Гергана Кирилова участвовала в весовой категории до 63 килограммов. Она подняла 85 кг в рывке и 107,5 кг в толчке, заняв итоговое 16-е место с суммарным результатом 192,5 кг.
В 2001 году на чемпионате мира в Анталье Гергана Кирилова значительно улучшила свои результаты, подняв в сумме 215 кг (97,5 кг в рывке и 117,5 кг в толчке). В итоговой таблице она расположилась на пятой позиции.
На чемпионате мира 2002 в Варшаве Гергана Кирилова участвовала в весовой категории до 63 килограммов и подняла на десять килограммов больше, чем в прошлом году: по 5 килограммов прибавила и в рывке, и в толчке. Суммы в 225 килограммов болгарке хватило, чтобы стать бронзовым призёром.
На чемпионате мира 2003 в Ванкувере Гергана Кирилова вновь стала пятой, при этом улучшив суммарный результат ещё на 10 килограммов в сравнении с мировым первенством в Польше.
Кирилова участвовала на чемпионате мира 2006 в Санто-Доминго, но финишировала лишь на тринадцатой позиции с результатом 207 кг.
На чемпионате Европы 2008 года Кирилова заняла девятое место с суммой 200 кг (90 + 110). Перед Олимпиадой-2008 в Пекине Гергана Кирилова и ряд других болгарских тяжелоатлетов сдали положительные тесты на допинг и были отстранены всей сборной от главного старта четырёхлетия.